# Ахмад Сирхинди
Ахмад аль-Фаруки Сирхинди (1564—1624) — исламский правовед ханафитского мазхаба, матуридит, обновитель второго тысячелетия, духовный наставник — муршид. Является 24-м духовным звеном в золотой цепи преемственности шейхов тариката Накшбандийя, основатель новой ветви Накшибандийского тариката — муджадидия.
Родился 26 июня 1562 году в селении Сархинд, что между Дели и Лахором, современная Индия. Его называли Фаруком, потому что он был из рода Умар ибн аль-Хаттаба. Но он больше известен как «Муджаддид альфи сани» (Обновитель второго тысячелетия). Также его назвали имамом Раббани, то есть «божественный имам» — в связи с тем, что он был непререкаемым[уточнить] авторитетом в мусульманском богословии.
Будучи ещё маленьким мальчиком, он начал постигать науки — как у отца, который был тарикатским Шейхом, так и у других мусульманских ученых. От отца он научился арабскому языку и основным исламским дисциплинам. Ещё в детстве он полностью выучил Коран наизусть. После чего поступил на учёбу к Камаледдину Кашмири, у которого учился точным и гуманитарным наукам, к Ибн аль-Хаджару аль-Мекки и Абдуррахману бин Фихр аль-Мекки, у которых учился хадисам, и Бахлюлю Бадахшани, который преподавал ему фикх, тафсир и другие исламские науки.
В 1579 году в возрасте 17 лет получил разрешение от своего отца наставлять мюридов и становится шейхом Кадирийского, Сухревердийского, Чиштийского тариката. После этого Имам Раббани стал проявлять интерес к Накшбандийскому тарикату. После смерти отца он вместе с паломниками покидает родные места. Вернувшись из хаджа в Дели, он примкнул к Мухаммаду Баки Биллях. Под наставничеством шейха Мухаммада аль-Бакий он прошёл[уточнить] Накшбандийский тарикат за 2 месяца, после этого он получил разрешение на наставление мюридов по этому тарикату.
Ахмад Раббани покинул этот мир 17 числа месяца Сафар 1034/1624 года в селе Сарханд, где он и родился, в возрасте 63 лет.

## Внешность
Он был высокого роста, с золотистой кожей. Лицо имел чуть округлое, брови — черные, в форме полумесяца. У него были черные глаза с очень белыми белками. Взгляд его был живым и пронзительным. У него был острый нос и алые узкие губы. Рот его был небольшой, а зубы — ровные и блестящие, словно жемчужины. Борода его была густой и широкой.

## Распространение ислама в Индии и Пакистане
Во время правления императора Акбара, одного из представителей правящей династии Великих Моголов, мусульманская община Индо-Пакистана переживала период смуты и неопределённости. Она оказалась под серьёзной угрозой полной утраты религиозной самобытности вследствие политики императора Акбара, направленной на умиротворение индуистов[значимость факта?].

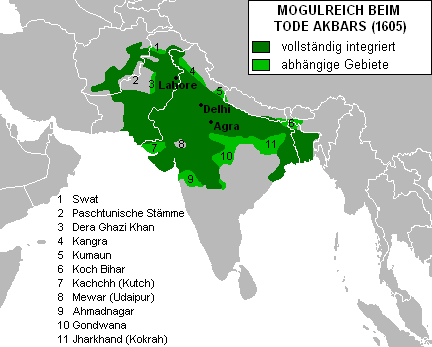
Могольская империя при Акбаре I.

Краткий перечень антиисламских указов, изданных императором Акбаром[значимость факта?]:
- Император, желая угодить индуистам, женился на женщине индуистского вероисповедания, такой брак по исламу запрещен так как индуисты — кяфиры.
- Пытался объединить индуистскую веру, ислам и христианство. Следует отметить, что Император Акбар поощрял не суннитский, а шиитский ислам.
- Попросил Махдума аль-Мулька, дать фетву, что хадж в Мекку больше необязателен и более того, этот обряд вреден.
- Кади Хан Бадахшани вынес фетву, обосновывающую необходимость совершать земной поклон перед императором Акбаром.
- Культ непогрешимости императора.
- Потребовал от всех открыто использовать новую формулу вероисповедания «Нет бога, кроме Аллаха, и Акбар — халиф Аллаха»
- Вино объявлено разрешенным.
- Свинина объявлена разрешенной.
- Джизья была отменена и объявлена незаконной
- Свиней и собак стали рассматривать как земное проявление Аллаха.
- Обязательная пятикратная молитва и пост были отменены.
- Мусульманский календарь был заменён на новый: были введены названия месяцев Иляхийского календаря.
- Уголовным преступлением стало называть детей именами Ахмад, Мухаммад и Мустафа.
- Мечети и молельные места мусульман были превращены в беседки и караульные помещения.

Имам Раббани первым выступил против Акбар Шаха. Верховный судья провинции Джайнпура мулла Мухаммад Язди взял на себя руководство сопротивления политике императора и издал фетву, объявившую императора вероотступником и вменившую мусульманам в обязанность вести против императора священную войну (джихад). Мулла Мухаммад Язди был убит.
В начале шейх Ахмад Сирхинди отправил императору Акбару, находившемуся тогда в Акре, послание, в котором потребовал от него отказаться от нового вероучения, ибо это вероучение — определённо антиисламское. Но император не обратил внимания на это послание и упорствовал в осуществлении нововведений. И Ахмад Сирхинди решил начать борьбу со всем тем, что служило опорой императора Акбара. Он организовал группы из наиболее сильных последователей и учеников, обязав их проповедовать «чистый ислам», делая особый упор на требовании следовать Корану и сунне. После смерти Акбара и восшествия на престол императора Джахангира, шейх Ахмад Сирхинди организовал широкое движение и начал борьбу против всех антиисламских нововведений и обрядов, которые распространились в мусульманской общине.
Когда реформы шейха Ахмада Сирхинди стали притягательны для мусульманских масс и его популярность начала расти день ото дня, противники шейха, испытывающие зависть к его огромной известности, стали плести против него интриги.
Правитель Джахангир решил применить меры против шейха. Император распорядился заключить шейха в крепость Гвалор, где последний пробыл в качестве узника два года.
Заключение под стражу вызвало волнение среди его последователей и учеников, которые подняли восстание. Один из сторонников шейха — Махабат-хан со своим войском взял под контроль Индию и отправил самого императора Джахангира в местечко Джалум. Находясь в «ссылке», император Джахангир признал свою ошибку, выразил глубокое сожаление и распорядился освободить шейха Ахмада Сирхинди с оказанием ему почестей.
Император Джахангир пожелал увидеться с шейхом и хотел, чтобы последний оставался с ним какое-то время в качестве его личного гостя.
Но шейх заявил, что откажется от приглашения, если не будут выполнены некоторые его условия:
- Во-первых, император должен упразднить обычай земного поклона перед ним;
- во-вторых, все разрушенные мечети должны быть восстановлены;
- в-третьих, все указы, запрещающие деятельность забойщиков коров, должны быть отменены;
- в-четвёртых, судьи (кади), муфтии и цензоры должны быть вновь назначены на свои должности, чтобы претворять в жизнь кодекс мусульманских законов;
- в-пятых, должна быть восстановлена подушная подать (джизья);
- в-шестых, все вредные нововведения в религии должны быть упразднены, а законы Шариата должны, наоборот, претворяться в жизнь;
- в-седьмых, все заключённые в тюрьмы и сосланные в изгнание за свои убеждения должны получить возможность вернуться домой.

Император Джахангир принял все эти условия и встретил шейха с великими почестями. Это было большим триумфом шейха Ахмада Сирхинди в его борьбе против ереси Акбара и антиисламских нововведений. За это выдающееся достижение он получил почётное прозвище «Муджаддид альф-и сани» (Обновитель второго тысячелетия), то есть человек, который возродил ислам во втором тысячелетии хиджры.
Под влиянием шейха Ахмада Сирхинди император Джахангир принял ислам. Он провёл свою жизнь в соответствие с устоями ислама, упразднил все антиисламские указы и принял решение оказывать всяческое содействие мусульманской религии.
Его жизнь, прошедшая в такой борьбе, призыве и духовном наставничестве. Могила его находится в городе Серхинде, что означает «Граница Индии».

## Суфизм
Имам Раббани являлся шейхом Кадирийского, Сухревердийского, Чиштийского, Кубравийского тариката. Но больше всего он известен как шейх Накшбандийского тариката. Имам Раббани, напоминая о том, что родоначальником Накшибандийского пути является Абу Бакр, говорил, что духовная связь этого пути превосходит все другие
связи. Так как это особая связь, восходящая к самому Абу Бакру. Другой особенностью тариката Накшибандийя является то, что конечное искомое для других тарикатов в нём поставлено в начале пути. Так как Шах Накшибанд сказал: «Мы поставили конечное в начало». Конечной целью в тарикате является достижение Господа, и это достижение имеет различные уровни. Приверженцы тариката Накшибандийя ещё в самом начале своего пути наделяются благом достижения Господа.
Я увидел Пророка. Он написал мне иджазу (разрешение) сказав:

«Я не писал иджазу, подобный этому, никому после своих сподвижников»
Именно после него тарикат Накшбандия стал называться Муджадидия из-за его почётного прозвище «Муджаддид альфи сани» (Обновитель второго тысячелетия). Его мурдишом стал Мухаммад аль-Бакий.

### Знакомство с Мухаммадом аль-Бакий
С шейхом Мухаммадом Баки Биллях, от которого он узнает о Накшибандийском пути, Имам Раббани познакомился в Дели. Встреча этих двух великих людей — Мухаммада Баки Билляха, посланного Хаджеги Мухаммадом Имканаги для наставления Имама Раббани, и самого Имама Раббани была подобна слиянию двух морей. Через два месяца Имам Раббани, благодаря его превосходным способностям, проходит при шейхе весь путь духовного становления. Имам Раббани начал свой путь духовного становления с разновидности поминания, именуемого «ляфза джалял», после чего, пройдя через гайбет, фена, джамг, сахв и секр, он достигает уровня «мушахада». В состоянии мушахада он начинает воспринимать каждую частичку из созданного мира как окно, через которое виден Всевышний Аллах. Затем он начинает видеть Всевышнего Аллаха в каждой частичке своего естества. И он видит Творца в слиянии с мирозданием, а не отдельно, не снаружи и не внутри него, затем начинает воспринимать Всевышнего Аллаха вне связи со вселенной, но непостижимым образом воздействующим на неё. Созерцаемая связь есть проявление сыфата Аллаха «ат-Таквин» (Творец). После того как он изложил свои ощущения шейху, тот дал ему разрешение на духовное наставничество.
- Пророк Мухаммад
- Абу Бакр Ас-Сыддик
- Салман аль-Фариси
- Касим ибн Мухаммад
- Джафар ас-Садик
- Абу Язид Бистами
- Абуль-Хасан аль-Харкани
- Абу Али Фармади
- Юсуф Хамдани
- Абдул-Халик Гидждувани
- Ходжа Ариф Ревгари
- Махмуд Фагнави
- Али Рамитани
- Мухаммад Баба Симаси
- Амир Кулаль
- Бахауддин Накшбанди
- Аляуддин Аттар
- Якуб Чарахи
- Убайдулла аль-Ахрари
- Мухаммад Захид
- Дервиш Мухаммад
- Мухаммад Амканаки
- Мухаммад Бакий
- Имам Раббани

### Шариат и тарикат
Имам Раббани — шейх сформулировавший и объяснивший суфизм массам. Он объяснил[где?], что шариат и тарикат — это одно и тоже, и в то, что между ними нет и не было ни разницы, ни различий. Различия между ними существуют лишь при оценке видимыми критериями. Шариат более обобщающ, а тарикат более детален. Шариат можно постигать через доказательства (далиль), а хакикат — только через кашф.
Любой тарикат основывается на шариате. Отклонение даже в величиной в волосок невозможно. Тарикат — это наоборот, путь Сунны, почтение Сунны, выполнение Сунны полностью.
Шейх Ахмад Ас-Сархинди объяснил[где?], что шариат состоит из трёх частей:
- Знания (ильм),
- Деяния (амаль),
- И чистота намерений (ихляс).

И если нет всех трёх частей, не будет и Шариата. Духовное странствие (Тарикат) и его плоды (Хакикат), о которых говорят суфии, — двое слуг Шариата. Они — средство совершенствования третьей части (Шариата) — ихляса. Единственная причина, по которой к ним следует стремиться, — усовершенствование Шариата, кроме которого ничего не нужно.
Состояния (халь), экстатические переживания, знания и познание, которого достигает суфий во время этого духовного странствия, — не самоцель пути. Напротив, они — иллюзии и фантазии, которые уводят детей духовного пути в сторону. Цель постижения разных стадий Тариката и Хакиката лишь одна — достичь истинного ихляса. Истина состоит в том, что достичь настоящего ихляса и степени довольства можно, лишь обретя эти состояния и пройдя через экстатические переживания.
Он говорил, что мюрид в его привязанности к шейху должен быть «Подобен трупу в руках омывающего». Он считал, что любовь требует быть благодарным и переносить трудности. Поэтому на этом пути необходимы обездоленность, тяготы и страдания. Так как каждый любящий желает видеть своего любимого отрезанным и оторванным от всех и всего. В этом макаме покой находится в полном отсутствии покоя, решение — в полном отсутствии решения, счастье — в полном отсутствии счастья. В этом макаме выходом является быть благодарным и переносить трудности и не искать путей удовлетворения желаний нафса. И лишь в довольстве тем, что придет от Него, и есть истинное приобретение. Обрести совершенство на пути духовного развития возможно лишь через достижение фена. Согласно Имама Раббани, постичь фена можно лишь через понимание тайны аята «умереть до прихода смерти». В противном случае, человек просто не мог избавить своё сердце от мирских идолов, а себя — от поклонения страстям своей души.
Говорится, что современник Имама Раббани — Абдульхаким Сиялкути не признавал его авторитета. Однажды во сне он увидел Имама Раббани, который прочитал ему аят: «Скажи: „Аллах“. Потом оставь их в омуте, в котором забавляться им весело». (Коран, аль-Анам, 6/91). В процессе осознания этого аята в сердце шейха Абдульхакима просыпается любовь и тяготение к Истине. Со словами: «Аллах», «Аллах» в сердце он проснулся. И, проснувшись, он продолжал этот зикр. После чего сразу направился к Имаму Раббани и примыкнул к нему. Есть мнение, что это именно он присвоил Имаму Раббани титул Муджаддид альфи сани.
Близость к Аллаху через фана, бака, сулюк и джазб называется «праведническое познание». Аулия были облагодетельствованы такими познаниями. Познание, которым были удостоены сахабы Досточтимого Пророка через его сохбеты, называется «пророческое познание». Пророческое познание достигается путём подчинения и наследования. В этом виде познания отсутствуют фена, бака, сулюк и джазб, и этот вид познания стоит выше праведнического. Так как пророческое познание — истинное, а праведническое познание, по сравнению с ним, подобно лишь тени. Для достижения праведнического познания считается необходимым началом фена, бака, сулюк и джазб. Однако если путь начинается с пророческого познания, то нет необходимости в каком-либо начале. Сахабы Пророка Мухаммада шли по этой дороге.

## Нововведения
Имам Раббани был непримирим к нововведениям в исламе, так как каждый бидгат означает забвение одной сунны Досточтимого Пророка. Объясняя то, как нововведение становится причиной забвения сунны, приводил следующий пример: «Некоторые шейхи, опуская конец своей чалмы на левую сторону, считают это благим. Тогда как сунной является опускание конца чалмы на спину посередине. Поэтому тот, кто опускает конец своей чалмы за левое плечо, способствует забвению сунны».
Говоря о более глубоком новшестве, он приводил в пример произнесение намерения перед намазом. Согласно сунны, перед намазом намерение вслух не повторяется. Некоторые ученые сказали, что намерение можно произнести вслух для того, чтобы помочь сердцу. Некоторые же утверждали, что для намаза достаточно намерения, произнесенного вслух. Имам Раббани говорил, что считать достаточным для намаза произнесение намерения вслух — это нововведение, последствием которого является невыполнение фарда, так как фардом намаза является совершение намерения пробужденным сердцем. Считать достаточным лишь произнесение намерения вслух есть невыполнение фарда.

## Имам Раббани об имаме Махди и пророке Исе
Имам Раббани говорит: «Выход Махди произойдет в начале века (согласно хиджре)! Сейчас же прошло 28 лет (это было написано в 1028 г. по хиджре). И человек о котором вы говорите не может быть Махди!» (Мактубат том 2 письмо № 68 стр.118) Имам Раббани утверждает, что по прошествии первой четверти с начала века хиджры имам Махди уже не может выйти.
Имам Махди будет из Накшбандийского тариката. Имам Раббани сказал: «Мой тарикат просуществует до самого Судного Дня посредством моих духовных наследников, и имам Махди будет в этом тарикате».
А пророк Иса будет выносить свой иджтихад, но этот иджтихад будет совпадать с ханафитским мазхабом.
Имам Раббани: «Лучший из учёных, которые безукоризненно следовали Сунне - это «Имамуль Агзам» (величайший имам) -  Абу Ханифа Нуаман».

## Вахдат аль-вуджуд и Вахдат аш-Шухуд
Имам Раббани объяснил идею вахдат аль-вуджуд через принцип «Вахдат аш-шухуд». Представление в вахдат аль-вуджуд о том, что «Он есть все сущее», он перефразировал как «Все сущее — от Него», объяснил, что Сущность Аллаха существует отдельно от созданного, но созданное подобно лишь тени
Аллаха. Поэтому вахдат аш-шухуд, которое подразумевает «Созерцание в созданном Аллаха», есть более высокое понимание вахдат аль-вуджуд.
Имам Раббани, говоря о шейхе Ибн Араби сказал, что тот застрял на макаме Вахдат-и Вуджуд и если бы он был рядом, он бы его вытащил, ведь имам Раббани прошёл этот макам.

## Книги
- «Мактубат Раббани» — собрание писем, состоит из трех томов. Не все знают, что мактубат в оригинале был написан на фарси. На арабский язык его перевел известный татарский ученый, историк, теолог и общественный деятель — Мухаммад Мурад Рамзи аль-Казани аль-Мензиляви.

Махмуд Устаосманоглу аль-Уфи: «В момент оставшийся без «Мактубата», прерывается фейз (свет познания Аллаха)».
- «Исбатун Нубувва» — написана на фарси, позднее переведена на арабский язык и издана в XIX в. в Каире. Позже из арабского текста (возможно персидского) она Гулямом Мустафа Ханом переведена на урду и напечатана в Карачи 1963 году. В книге разбираются вопросы, касающиеся пророчества. Она также частично была напечатана на турецком языке под названием «Peygamberlik nedir».
- «Рисале-и Мабда валь Маад» — написано на фарси. Разбираются вопросы марифата. Последнее издание вышло в 1388 по хиджре в Карачи, в книге вместе с оригиналом на фарси присутствует перевод на урду.
- «Радд-и Равафид» — отстаивание идей Ахли сунны (на фарси). Эти темы также можно найти в Мактубате 180 и 202 письмах. Так же была переведена с фарси на урду Гулямом Мустафой Ханом и выпущена на двух языках в 1964 году в Карачи.
- «Рисале-и Тахлилия» — написана на фарси. Её перевод на арабский язык издан в 1983 году в городе Лахор и Карачи.
- «Шарх-и Рубайиат-и Абдульбакы» — комментарии на рубаи, написанные его шейхом Мухаммадом Бакыбилляхом (на фарси).
- «Маариф-и Лядуние» — написана на фарси, разделена на главы, которые Имам Раббани назвал марифатом. Книга состоит из 41 марифата.
- «Мукашафат-и Айние» — состоит из личных писем на особенные темы (на фарси). Была собрана после смерти имама Раббани Мавляной Мухамадом Кышми в 1051 по хиджре.
- «Таликат Аляль Аварифуль Маариф»
- «Адабуль Муридин» — книга о воспитании, нравственности и культуре мюрида (на фарси).
- «Хатми Хаджеган» (на фарси)